# 山王村 (茨城県)
山王村（さんのうむら）は、茨城県北相馬郡にかつて存在した村である。現在の取手市北部に位置している。村の北部には小貝川が流れている。

## 沿革
- 1889年（明治22年）4月1日 - 町村制施行に伴い、旧来の山王村・岡村・和田村・神住村・配松村が合併し北相馬郡山王村が発足。
- 1955年（昭和30年）2月21日 - 相馬町、高須村の大部分、六郷村、筑波郡久賀村の一部と合併して藤代町となる。同日山王村廃止。

## 災害
利根川と小貝川に挟まれた地域であるため、近隣町村とともに水害に直面した歴史がある。
- 1950年（昭和25年）8月2日 - 高須村神浦地先で堤防が決壊。近隣の町村とともに村内が水没した。死傷者は出なかったものの、地域一帯で被災者25000人を出した[1]。